# Comtat de Södermanland
El Comtat de Södermanland, o Södermanlands län és un comtat o län a la costa sud-est de Suècia. Fa frontera amb els comtats d'Östergötland, Örebro, Västmanland, Uppsala, Estocolm i el Mar Bàltic.

## Municipis

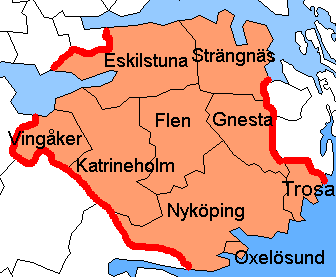
Municipis del comtat de Södermanland

- Eskilstuna
- Flen
- Gnesta
- Katrineholm
- Nyköping
- Oxelösund
- Strängnäs
- Trosa
- Vingåker